# Assez !
Albums de Claude Nougaro
Nougaro 79
(1979) Chansons nettes
(1981)
Assez ! est un album de Claude Nougaro, il sort en février 1980 sous le label Barclay.

## Autour de l'album
- Référence originale : 33 tours Barclay 96 106[1].

La musique du titre Clodi Clodo s'inspire de la mélodie de la chanson Les Crapauds.

## Titres
| 1.  | Des voiliers                  | Claude Nougaro | Richard Galliano               | 3:54 |
| 2.  | Clodi clodo                   | Claude Nougaro | Marc Hemmeler                  | 3:34 |
| 3.  | Faire une chanson qui t'aille | Claude Nougaro | Bernard Algarra                | 2:48 |
| 4.  | Jojo le projo                 | Claude Nougaro | Jean-Claude Vannier            | 4:44 |
| 5.  | Le coq et la pendule          | Claude Nougaro | Maurice Vander                 | 3:21 |
| 6.  | Assez !                       | Claude Nougaro | Maurice Vander                 | 5:24 |
| 7.  | Chanson de pirates            | Victor Hugo    | Claude Nougaro, Maurice Vander | 3:13 |
| 8.  | De haut en bas                | Claude Nougaro | Michel Legrand                 | 2:37 |
| 9.  | Bilboquet                     | Claude Nougaro | Michel Legrand                 | 2:53 |
| 10. | Des goûts et des couleurs     | Claude Nougaro | Henri Salvador                 | 3:47 |

## Musiciens
- Charles Bellonzi : batterie